# 尾崎小ミカン先祖木
尾崎小ミカン先祖木（おざき こミカン せんぞぼく）は、大分県津久見市にある小ミカン（キシュウミカン）の古木である。現存する中では日本最古の柑橘類の古木であり、1937年（昭和12年）6月15日に天然記念物に指定されている。尾崎の先祖木とも呼ばれる。

## 概要
大分県津久見市上青江の津久見峠の南麓に広がるミカン畑にあるミカンの原木である。
奈良時代の740年（天平12年）に仁藤仁左衛門が青江の松川で植えたもので、平安時代末の1157年（保元2年）に又四郎によって現在地に移植されたとされる。なお、藤原氏一族の藤原仁左衛門が津久見で謹慎中に植えたものという説もある。
1612年（慶長17年）の暴風によって倒れたが、枝を地面に触れさせて多くの根を出させる圧条法により繁殖させ、生き残った。
古くからその存在は知られており、一般的なミカンより実は小ぶりであるが、栽培植物の原木として貴重であることから、1937年（昭和12年）6月15日に天然記念物に指定されている。天然記念物の指定の対象となったミカンの木は47本にも及ぶが、これは圧条法によって数が増えたためである。現在はそのうち11本が残っている。
現在でも例年1〜1.5トンの実が収穫される。収穫された実は「樹齢八百年みかん」として販売され、縁起物として知られている。
津久見のミカン栽培の歴史は古く、歴代臼杵藩藩主稲葉氏により手厚く保護され、1610年（慶長15年）には朝廷に献上された記録が残っている。